# FTX (entreprise)
Pour les articles homonymes, voir FTX.
FTX est une place de marché centralisée de cryptomonnaies fondée en mai 2019 par Sam Bankman-Fried et Garry Wang (en), devenue insolvable le 11 novembre 2022. À l'apogée de son activité, la plate-forme comptait un million d'utilisateurs et était, en volume,  la 3e place d'échanges de cryptomonnaies.
Le 11 novembre 2022, la société est placée sous la protection du chapitre 11 dans l'État américain du Delaware afin de tenter de se restructurer pour éviter sa fort probable faillite et le chapitre 7 impliquant la liquidation de l'entreprise et des 132 différentes sociétés composant FTX Group.

## Histoire

### Genèse
En 2017, après quelques années dans la finance, Sam Bankman-Fried crée son entreprise de trading de cryptomonnaies, Alameda Research. Il loue des bureaux à Berkeley et emploie une vingtaine d'opérateurs de marché spécialisés dans le secteur en plein essor des cryptomonnaies, notamment entre le Japon et les États-Unis,. Cette différence de cours lui permet de gagner 20 millions de dollars dans les trois premières semaines d'existence de l'entreprise. En janvier 2018, l’entreprise, qui a perfectionné sa méthode pour déplacer l'argent entre banques et internationalement, prospère en réalisant un million de dollars par jour,.
En 2019, Bankman-Fried, fort de son expérience en trading, fonde une nouvelle société immatriculée à Antigua-et-Barbuda, FTX, abréviation de Future Exchange, une bourse d'échange de cryptomonnaies.

### Insolvabilité en novembre 2022
En 2022, FTX est l'une des principales plateformes centralisées d'échange de cryptomonnaies,. Durant les deux jours précédant la chute de l'entreprise, la société Binance, par l'intermédiaire de son patron Changpeng Zhao, surnommé CZ, propose de racheter FTX, avant de se raviser après une première analyse des comptes de FTX Group. La faillite de FTX est liée en partie à un ensemble de montages financiers hasardeux avec Alameda Research (en) et d'autres sociétés du groupe détenues comme FTX par Sam Bankman-Fried, structures basées dans des paradis fiscaux, qui servaient à prendre des positions risquées pour le compte de FTX,. John J. Ray III (en), expert en restructuration d'entreprises insolvables, qui a contrôlé la liquidation de la société Enron à partir de 2001, reprend les rênes de FTX Group le 11 novembre 2022.
La procédure de mise en faillite de FTX touche particulièrement l'Afrique car elle est la plateforme la plus utilisée pour échanger des cryptomonnaies sur le continent. Au total, de juin 2021 à juin 2022, ce sont 101 milliards de dollars d'échanges de crypto qui ont été enregistrés en Afrique sur FTX, selon un rapport publié par Chainalysis (en),.
Le procès de Bankman-Fried débute le 3 octobre 2023, les premiers documents judiciaires faisant état de plus de 3 milliards de dollars dus aux 50 principaux créanciers.